# Singapore ai Giochi della XXVIII Olimpiade
Singapore partecipò ai Giochi della XXVIII Olimpiade, svoltisi ad Atene, Grecia, dal 13 al 29 agosto 2004, con una delegazione di 16 atleti impegnati in sei discipline.

## Delegazione
| Sport            | Uomini | Donne | Totale |
| ---------------- | ------ | ----- | ------ |
| Atletica leggera | 1      | 1     | 2      |
| Badminton        | 1      | 2     | 3      |
| Nuoto            | 2      | 3     | 5      |
| Tennistavolo     | -      | 4     | 4      |
| Tiro             | 1      | -     | 1      |
| Vela             | 1      | -     | 1      |
| Totale           | 6      | 10    | 16     |

## Risultati

### Atletica leggera
| Q | Qualificato al turno successivo per la Classifica in qualificazione                                                          |
| q | Qualificato per il turno successivo per ripescaggio o, negli eventi su campo, conquistando la misura minima per qualificarsi |

Maschile
Eventi su pista e strada
| Atleta        | Evento      | Batteria  | Batteria   | Quarti di finale | Quarti di finale | Semifinale      | Semifinale      | Finale          | Finale          |
| Atleta        | Evento      | Risultato | Classifica | Risultato        | Classifica       | Risultato       | Classifica      | Risultato       | Classifica      |
| ------------- | ----------- | --------- | ---------- | ---------------- | ---------------- | --------------- | --------------- | --------------- | --------------- |
| Poh Seng Song | 100 m piani | 10"75     | 7º         | non qualificato  | non qualificato  | non qualificato | non qualificato | non qualificato | non qualificato |

Femminile
Eventi sul campo
| Atleta        | Evento         | Qualificazioni | Qualificazioni | Finale          | Finale          |
| Atleta        | Evento         | Distanza       | Classifica     | Distanza        | Classifica      |
| ------------- | -------------- | -------------- | -------------- | --------------- | --------------- |
| Zhang Guirong | Getto del peso | 16,58 m        | 24ª            | non qualificata | non qualificata |

### Badminton
Maschile
| Atleta        | Evento           | Sedicesimi di finale       | Ottavi di finale            | Quarti di finale            | Semifinale           | Finale / FB          | Finale / FB     |
| Atleta        | Evento           | Avversario Risultato       | Avversario Risultato        | Avversario Risultato        | Avversario Risultato | Avversario Risultato | Pos.            |
| ------------- | ---------------- | -------------------------- | --------------------------- | --------------------------- | -------------------- | -------------------- | --------------- |
| Ronald Susilo | Singolo maschile | Lin D (CHN) V 15–12, 15–10 | Joppien (GER) V 15–11, 15–6 | Ponsana (THA) P 10–15, 1–15 | non qualificato      | non qualificato      | non qualificato |

Femminile
| Atleta       | Evento            | Sedicesimi di finale       | Ottavi di finale     | Quarti di finale     | Semifinale           | Finale / FB          | Finale / FB     |
| Atleta       | Evento            | Avversaria Risultato       | Avversaria Risultato | Avversaria Risultato | Avversaria Risultato | Avversaria Risultato | Pos.            |
| ------------ | ----------------- | -------------------------- | -------------------- | -------------------- | -------------------- | -------------------- | --------------- |
| Jiang Yanmei | Singolo femminile | Jie Y (NED) P 9–11, 4–11   | non qualificata      | non qualificata      | non qualificata      | non qualificata      | non qualificata |
| Li Li        | Singolo femminile | Gong Rn (CHN) P 9–11, 4–11 | non qualificata      | non qualificata      | non qualificata      | non qualificata      | non qualificata |

### Nuoto
Maschile
| Atleta    | Evento             | Batteria  | Batteria   | Semifinale      | Semifinale      | Finale          | Finale          |
| Atleta    | Evento             | Risultato | Classifica | Risultato       | Classifica      | Risultato       | Classifica      |
| --------- | ------------------ | --------- | ---------- | --------------- | --------------- | --------------- | --------------- |
| Mark Chay | 100 m stile libero | 52"83     | 56º        | non qualificato | non qualificato | non qualificato | non qualificato |
| Mark Chay | 200 m stile libero | 1'54"70   | 51º        | non qualificato | non qualificato | non qualificato | non qualificato |
| Gary Tan  | 200 m misti        | 2'08"44   | 43º        | non qualificato | non qualificato | non qualificato | non qualificato |

Femminile
| Atleta           | Evento         | Batteria  | Batteria   | Semifinale      | Semifinale      | Finale          | Finale          |
| Atleta           | Evento         | Risultato | Classifica | Risultato       | Classifica      | Risultato       | Classifica      |
| ---------------- | -------------- | --------- | ---------- | --------------- | --------------- | --------------- | --------------- |
| Nicolette Teo    | 100 m rana     | 1'12"87   | 33ª        | non qualificata | non qualificata | non qualificata | non qualificata |
| Nicolette Teo    | 200 m rana     | 2'38"17   | 30ª        | non qualificata | non qualificata | non qualificata | non qualificata |
| Joscelin Yeo     | 100 m farfalla | 1'00"81   | 27ª        | non qualificata | non qualificata | non qualificata | non qualificata |
| Christel Bouvron | 200 m farfalla | 2'26"21   | 32ª        | non qualificata | non qualificata | non qualificata | non qualificata |
| Joscelin Yeo     | 200 m misti    | 2'18"61   | 19ª        | non qualificata | non qualificata | non qualificata | non qualificata |

### Tennistavolo
Femminile
| Atleta                      | Evento            | 1º turno             | 2º turno                  | 3º turno                   | 4º turno                     | Quarti di finale     | Semifinali           | Finale / FB          | Finale / FB     |
| Atleta                      | Evento            | Avversaria Risultato | Avversaria Risultato      | Avversaria Risultato       | Avversaria Risultato         | Avversaria Risultato | Avversaria Risultato | Avversaria Risultato | Pos.            |
| --------------------------- | ----------------- | -------------------- | ------------------------- | -------------------------- | ---------------------------- | -------------------- | -------------------- | -------------------- | --------------- |
| Jing Junhong                | Singolo femminile | Bye                  | Erdelji (SCG) V 4–2       | Kim Hh (PRK) P 1–4         | non qualificata              | non qualificata      | non qualificata      | non qualificata      | non qualificata |
| Li Jiawei                   | Singolo femminile | Bye                  | Bye                       | Cada (CAN) V 4–0           | Umemura (JPN) V 4–2          | Wang N (CHN) V 4–1   | Kim Hm (ROU) P 3–4   | Kim Ka (KOR) P 1-4   | 4ª              |
| Zhang Xueling               | Singolo femminile | Bye                  | Fazlić (USA) V 4–1        | Lee Es (KOR) V 4–1         | Fujinuma (JPN) V 4–2         | Kim Hm (ROU) P 2–4   | non qualificata      | non qualificata      | non qualificata |
| Jing Junhong Li Jiawei      | Doppio femminile  | Bye                  | Bye                       | Bye                        | Kim Br / Kim Ka (KOR) P 3–4  | non qualificate      | non qualificate      | non qualificate      | non qualificate |
| Tan Paey Fern Zhang Xueling | Doppio femminile  | Bye                  | Fazlić / Ping (USA) V 4–0 | Steff / Zamfir (ROU) V 4–1 | Lee Es / Seok Em (KOR) P 0–4 | non qualificate      | non qualificate      | non qualificate      | non qualificate |

### Tiro a segno/volo
Maschile
| Atleta       | Evento | Qualificazioni | Qualificazioni | Finale          | Finale          |
| Atleta       | Evento | Punti          | Classifica     | Punti           | Classifica      |
| ------------ | ------ | -------------- | -------------- | --------------- | --------------- |
| Lee Wung Yew | Trap   | 115            | 21º            | non qualificato | non qualificato |

### Vela
Maschile
| Atleta                  | Evento | Regata | Regata | Regata | Regata | Regata | Regata | Regata | Regata | Regata | Regata | Regata | Punteggio netto | Classifica finale |
| Atleta                  | Evento | 1      | 2      | 3      | 4      | 5      | 6      | 7      | 8      | 9      | 10     | M*     | Punteggio netto | Classifica finale |
| ----------------------- | ------ | ------ | ------ | ------ | ------ | ------ | ------ | ------ | ------ | ------ | ------ | ------ | --------------- | ----------------- |
| Stanley Tan Kheng Siong | Laser  | 32     | 27     | 25     | 30     | 34     | 40     | 41     | 39     | 36     | dq     | 18     | 322             | 37º               |